# شامة الزاز
شامة الحمًومي المعروفة بشامة الزاز (1953 - 28 سبتمبر 2020)، هي مغنية مغربية لفن العيطة الجبلية. وهي أيقونة الطقطوقة الجبلية.

## المولد والنشأة
ولدت شامة الزاز عام 1953 في دوار روف التابع لجماعة سيدي المخفي بإقليم تاونات. دخلت المدرسة ولكن سرعان ماغادرتها بسبب عنف أحد المعلمين. تزوجت شامة في سن 14 سنة، و لكن توفي زوجها بعد 4 سنوات تاركا اياها أرملة.

## المسيرة الفنية
بدأت شامة مسيرتها بشكل متخف نظرا لوسطها المحافظ، إذ كانت تغني باستعمال أسماء مستعارة. تعرفت بعد ذلك شامة الزاز على محمد العروسي الذي كان رفيق دربها في المجال الفني، واشتهرت بفضلهم الطقطوقة الجبلية على المستوى الوطني بالمغرب. امتدت مسيرة شامة الزاز لأزيد من أربعين سنة سجلت خلالها 60 شريطا و قرصا غنائيا، نغمة وكلاما.

## إنجازات
شاركت شامة الزاز في المسيرة الخضراء كممثلة عن إقليم تاونات، وشاركت في تأطير النساء والترفيه عنهن بالموسيقى.